# 永樂保全
永樂 保全（えいらく ほぜん、1795年（寛政7年） - 1854年11月8日（嘉永7年9月18日））は、19世紀に活躍した京焼の陶芸家。 千家十職の一つ、土風炉師・善五郎の十一代である。

## 略伝
幼名は千太郎。出自は不明だが、一説に京都の織屋・沢井家出身で、幼少から陶器の釉薬を商う百足屋へ奉公し、大徳寺黄梅院住職大綱和尚のもとで喝食として修行したという。1806年頃に和尚の紹介で十代善五郎である永樂了全の養子となる。十一代善五郎を襲名したのは1817年であり、1827年には紀州藩十代藩主徳川治寶の西浜御殿の御庭焼開窯に招かれ、作品を賞して「河濱支流（かひんしりゅう）」の金印と「永樂」の銀印を拝領した。これが永樂姓の由来であるが、正式に改姓するのは明治に入ってからである。1843年に息子の和全に善五郎の名を譲って善一郎と名乗り、さらに1848年には保全（やすたけ）と名乗りを変えた。このため、没後は他の善五郎との区別のため保全（ほぜん）と呼ばれる。
奥田頴川やその弟子の欽古堂亀祐、青木木米、仁阿弥道八など他の京焼作家とは別軸で活躍していた。長年京都で活動し、その後大津で湖南焼開窯や摂津高槻での開窯など、京都を離れた地域でも積極的に陶作を行なった。一説には息子の和全と不仲だったのも京都を離れた理由の一つだという。

## 作品・作風

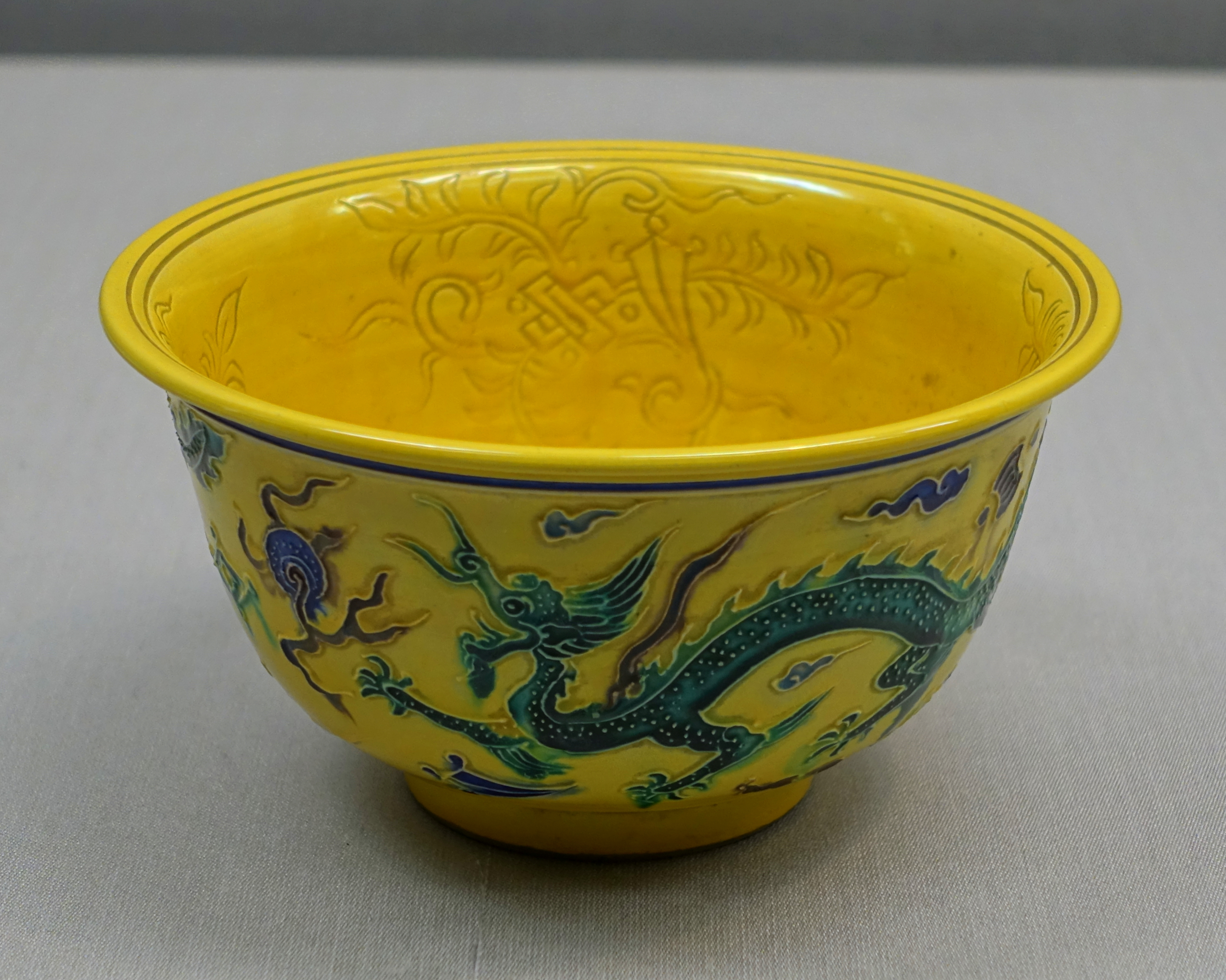
三彩龍文鉢 東京国立博物館蔵

土風炉師・善五郎として代々制作した土風炉の他、茶碗、向付や蓋物など様々な作品がある。交趾焼、安南焼、法花、金襴手など陶器・磁器の双方を手掛けており、オリジナル、写し（コピー、本歌取り）ともに優品が多い。特に写しの作品は京焼としてアレンジし、洗練された高い完成度が見られる。

## 略歴
- 1795年（寛政7年）千太郎として生まれる。生家は京都の織屋だったとも言われる。
- 1806年（文化3年）この頃、十代善五郎（了全）の養子となる。
- 1817年（文化14年）十一代善五郎を襲名。初めての結婚をする。
- 1818年（文政元年）女児が生まれるが、妻は後に亡くなる。
- 1819年（文政2年）この年から1822年の間に、幼少時奉公した百足屋木村氏（薬舗）の娘と再婚。
- 1823年（文政6年）長男の仙太郎（後の和全）生まれる。
- 1825年（文政8年）妻（和全の母）没する。以降、保全は再婚しなかった。
- 1827年（文政9年）紀州藩主・徳川治寶の御庭焼開窯に招かれ、「永樂」の銀印を拝領した。
- 1843年（天保14年）和全に善五郎の名を譲り、善一郎と名乗る。
- 1848年（嘉永元年）保全（やすたけ）と名乗りを変える。
- 1851年（嘉永4年）大津で湖南焼を始める。
- 1852年（嘉永5年）高槻城主・永井直輝に招かれ、高槻窯を築窯。
- 1854年（嘉永7年）4月、御所の火事で自宅が全焼。9月、60歳で亡くなる。